# Бесков, Константин Иванович
Константи́н Ива́нович Бе́сков (18 ноября 1920, Москва, РСФСР — 6 мая 2006, Москва, Россия) — советский футболист и футбольный тренер. Выступал за московское «Динамо», тренировал все ведущие клубы Москвы и сборную СССР.
Заслуженный мастер спорта СССР (1948, лишён в 1952, восстановлен в 1953). Заслуженный тренер СССР (1968).
Окончил Высшую школу тренеров, институт физической культуры (ГЦОЛИФК, 1952). Учился в аспирантуре ГЦОЛИФК (1952—1954).

## Биография

### Семья
Отец — Иван Григорьевич Бесков, рабочий. Трудился на различных московских заводах, в том числе «Электропровод». Мать — Анна Михайловна.
Супруга — Валерия Николаевна (1928—2010). Свадьба состоялась 17 февраля 1946 года, вскоре после возвращения Бескова из английского турне. Окончила актёрский факультет ГИТИСа. Дочь — Любовь (род. 1947), преподаватель-переводчик английского языка. 1-й муж (1967—1969) — игрок московского «Динамо» Виктор Вотоловский, вместе прожили 1,5 года, детей не было. 2-й муж (с 1972) — футболист и тренер Владимир Федотов.

### Детство и юность
Увлёкся футболом в 1926 году — после того, как дядя, Иван Михайлович, впервые повёл его на футбольный матч. Вначале играл со сверстниками во дворе, летом 1928 года мать подарила ему футбольный мяч. Вскоре Бесков начал играть в дворовой команде.
С 1934 года играл в команде завода имени Хруничева (завод № 205). Одновременно, в 1935—1936 годах выступал за команду Таганского детского парка, был её капитаном, когда в 1936 году она выиграла первенство Москвы среди команд детских парков. После этой победы Бесков попал в сборную Москвы и участвовал во Всесоюзной спартакиаде пионеров и школьников. В тот момент он совмещал занятие футболом с игрой в хоккей с мячом.

### Футболист
В 1937 году внимание на 17-летнего Бескова обратил Борис Аркадьев, который возглавлял команду «Серп и Молот» (через год команда была переименована в «Металлург»). В 1938 году Бесков стал бронзовым призёром чемпионата СССР, а через год стал её лучшим бомбардиром, забив 8 голов.
Осенью 1940 года Бесков был призван в армию, попав в пограничные войска и начав службу в Молдавской ССР. Незадолго до этого Борис Аркадьев возглавил футбольную команду московского «Динамо», а поскольку пограничные войска курировались НКВД, то тренеру удалось убедить руководство в необходимости взять Бескова в команду. В составе «бело-голубых» он занял позицию левого нападающего (до этого играл в центре нападения), на которой ранее выступал Сергей Ильин. В первом матче за новую команду он отметился дублем и голевой передачей в матче с ЦДКА (5:2). По итогам 10-го тура чемпионата «Динамо» лидировало в чемпионате, однако дальнейший его розыгрыш был прерван начавшейся войной.
Во время Великой Отечественной войны Бесков служил в Москве, его воинская часть несла патрульную службу в городе, охраняла объекты, занималась поиском диверсантов и оказанием помощи гражданскому населению. Вскоре эта часть вошла в состав 2-й дивизии НКВД, а затем была включена в ОМСБОН — Отдельную мотострелковую бригаду особого назначения. В своих воспоминаниях Константин Иванович писал, что ему довелось участвовать в разведке, чтобы уточнить численность прорывавшихся к Москве мотоциклетных и танковых десантов и дислокацию немецких частей. По мере стабилизации обстановки на фронтах в Москве стала возобновляться футбольная жизнь. Вскоре Борис Аркадьев возобновил тренировки «Динамо», а футболистов по мере возможностей стали на них отпускать: был демобилизован и Бесков.
В 1945 году «Динамо», в составе которого играл Бесков, выиграло первый послевоенный чемпионат СССР (к тому времени команду уже возглавлял Михаил Якушин). В ноябре того же года он стал участником знаменитого турне «Динамо» по Великобритании, где московский клуб сыграл с сильнейшими клубами Англии, Уэльса и Шотландии. В этих матчах «Динамо» одержало две победы и дважды сыграло вничью, а Бесков выходил на поле во всех матчах, забил пять голов и отдал четыре голевые передачи (на его счету оказался покер в ворота «Кардифф Сити»). Кроме того, в 1947 году он принял участие в турне по Скандинавии, где в трёх матчах отличился четырьмя голами.
Следующие три чемпионата СССР оставались за принципиальным соперником динамовцев ЦДКА, противостояние с которым стало главным в советском футболе на тот период. Лишь в 1949 году «Динамо» вернуло себе чемпионский титул, Бесков к тому моменту был безоговорочным лидером команды и одним из любимцев болельщиков. Он продолжал выступать за клуб до 1954 года, став одной из его легенд; в 1950 году был включён в список 33 лучших футболистов сезона под номером один на позиции центрфорварда. В 1954 году Бесков принял решение завершить игровую карьеру. Всего по количеству голов за «Динамо» (116) он занимает второе место после своего многолетнего партнёра Сергея Соловьёва. Бесков является членом клуба Григория Федотова (127 мячей).
В 1952 году Бесков, несмотря на незалеченную травму, был включён Борисом Аркадьевым в состав сборной СССР, которая готовилась к выступлениям на первых в своей истории Олимпийских играх. Всего за сборную нападающий сыграл два матча и оба они пришлись на знаменитое противостояние со сборной Югославии. В первом матче советская сборная уступала со счётом 0:4, а затем 1:5, но благодаря феноменальной игре Всеволода Боброва сумели сыграть вничью 5:5. Три голевые передачи ему отдал Бесков, играя при этом на непривычной для себя позиции. В переигровке советские футболисты уступили со счётом 1:3 и покинули турнир.
Базовый клуб сборной ЦДКА был расформирован, фактически прекратила существование сборная СССР, а ряд футболистов (Башашкин, Крижевский, Николаев, Петров), в числе которых был и Бесков, были лишены звания заслуженный мастер спорта. Лишь после смерти Сталина в 1953 году Бесков был восстановлен в звании и в том же году вступил в КПСС.

### Тренерская деятельность

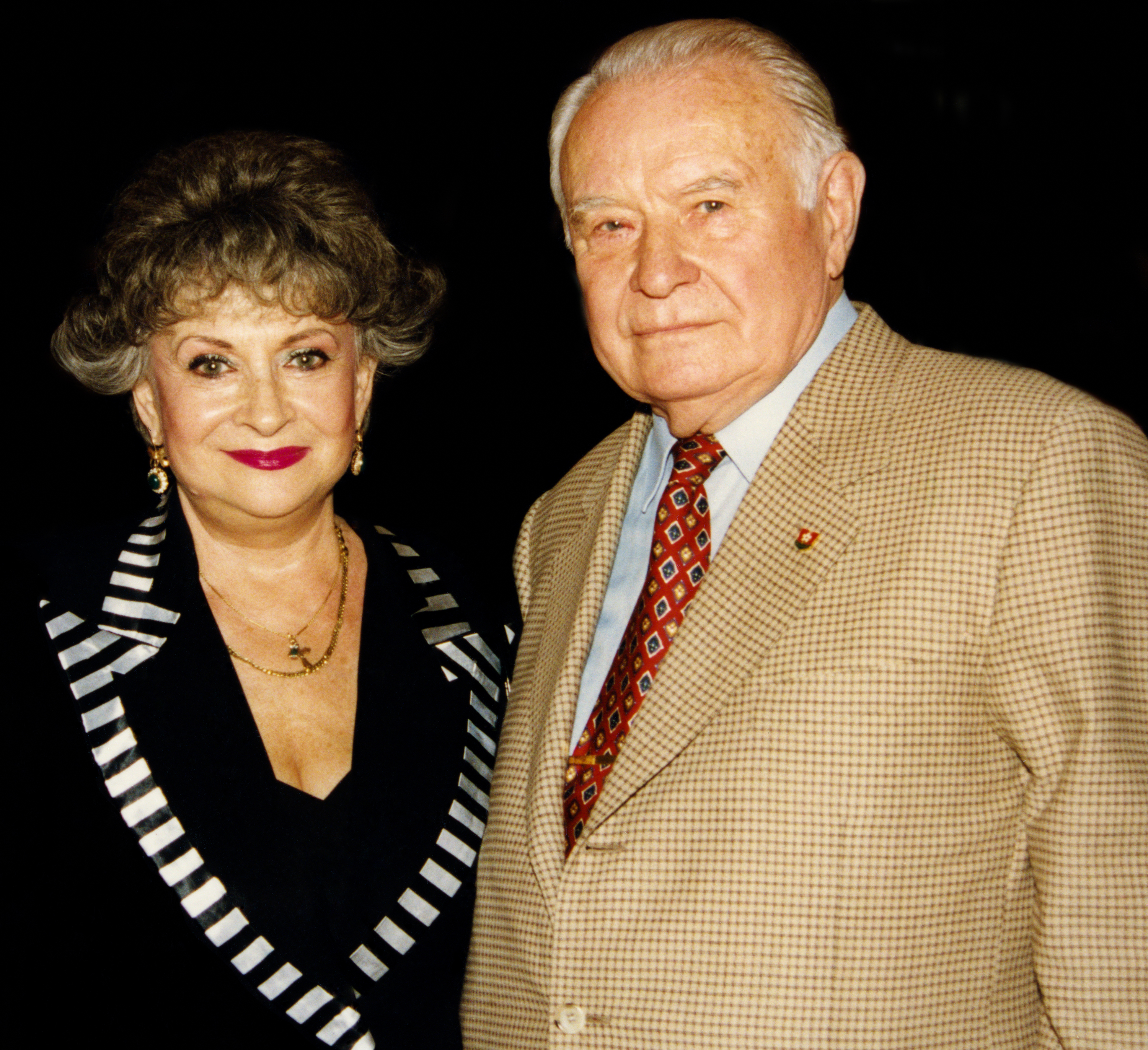
С супругой Валерией, 1997 год

В 1948 году поступил в школу тренеров при ГЦОЛИФК, которую окончил в 1950 году. Поначалу в планы Бескова входило поступление в аспирантуру, написание диссертации и занятие научной деятельностью. Однако из-за низкой стипендии он решил вернуться в футбол, начав работать тренером.
В управлении футбола Бескову предложили занять должность второго тренера сборной СССР, которую он занимал с 1954 по 1955 год. На этом посту он помогал Василию Соколову и Гавриилу Качалину фактически заново создавать расформированную команду. С первых же матчей она начала одерживать яркие победы, пиком которых стала победа над действующими чемпионами мира сборной ФРГ 21 августа 1955 года со счётом 3:2. Лишь после этого руководство страны приняло решение разрешить сборной участвовать в международных соревнованиях.
В конце 1955 года Бесков начал самостоятельную тренерскую работу, возглавив московское «Торпедо». Начинающий тренер сразу же начал омолаживать состав команды, что не могло не сказаться на результате: первую половину сезона автозаводцы провели на высоком уровне, однако во второй заметно сдали и заняли лишь 5-е место по итогам чемпионата. Отчисление из команды некоторых ветеранов привело к конфликту не только с ними, но и с их покровителями, а также к недовольству болельщиков. В тайне от Бескова состоялось собрание профкома, которое подвергло работу тренера критике; узнав об этом, он подал в отставку. Несмотря на не слишком удачный опыт руководства, именно Бесков взял в дубль «Торпедо» будущую легенду советского футбола Валерия Воронина.
После этого Бесков начал работать в московской школе футбольной молодёжи — ФШМ, где за три года работы (он оставался в этой должности до конца 1960 года) воспитал многих футболистов, в числе которых были Владимир Федотов, Виктор Шустиков, Геннадий Логофет и Игорь Численко. В этой же должности был командирован на чемпионат мира 1958 года, где работал в качестве наблюдателя.
В конце 1960 года Бесков был назначен главным тренером ЦСКА, который к тому времени переживал не лучшие времена. В этой команде тренер также начал с омоложения состава, введя в основу команды Владимира Федотова и Альберта Шестернёва. Кроме того, он обратился с просьбой к министру обороны СССР маршалу Андрею Гречко, попросив выделить команде собственную тренировочную базу, что в скором времени было исполнено. Оба сезона под руководством Бескова команда заканчивала на четвёртом месте. Армейское руководство посчитало такой результат неудовлетворительным и после окончания чемпионата 1962 года отправило тренера в отставку, считая, что он переоценивает силы молодых футболистов.
После отставки из ЦСКА Бесков на некоторое время прервал тренерскую деятельность и до июня 1963 года работал на Центральном телевидении, где исполнял обязанности главного редактора спортивных программ.
Летом 1963 года Бесков был назначен главным тренером сборной СССР, перед которой стояла задача защитить титул чемпиона Европы. В отборочном турнире, который проходил по олимпийский системе, подопечные Бескова выбили сильную сборную Италии (2:0 и 1:1 по итогам двух матчей), а также крепкую команду Швеции (1:1 и 3:1). В финальной части турнира, которая начиналась со стадии полуфинала, сборная СССР обыграла датчан 3:0 и вышла в финал, где ей предстояло сыграть с хозяевами поля сборной Испании. В решающем матче команды обменялись быстрыми голами и весь матч провели в упорной борьбе, однако на 84-й минуте испанцы вышли вперёд и победили со счётом 2:1. По возвращении в СССР Бесков был снят со своего поста — тренеру не смогли простить поражения на глазах у диктатора Испании Франсиско Франко. По слухам распоряжение уволить тренера исходило лично от главы государства Никиты Хрущёва.
В постановлении Центрального совета Союза спортивных обществ и организаций СССР «О руководстве сборными командами СССР» отмечалось следующее:
«В связи с невыполнением поставленной перед сборной командой задачи и крупными ошибками, допущенными в организации подготовки сборной команды, освободить от работы со сборными командами страны старшего тренера сборных команд Бескова К.И. Первая сборная команда провела финальный матч с командой Испании значительно ниже своих возможностей и уступила ей Кубок Европы, не выполнив, таким образом, поставленной задачи».
Несмотря на столь жёсткую формулировку, Бесков достаточно быстро вернулся к тренерской работе, возглавив по просьбе Андрея Старостина команду первой лиги «Заря» Ворошиловград. Команде немного не хватило для выхода в высшую лигу, но за сезон она проделала путь с 21-го на 3-е место в турнирной таблице, был заложен фундамент для выхода в высшую лигу по итогам следующего сезона. После этого он возглавил московский «Локомотив», который был аутсайдером высшей лиги и весь сезон боролся за сохранение места. Бескову удалось решить эту задачу, и команда финишировала на 17-м месте.
В 1967 году Бесков возглавил московское «Динамо», в котором провёл лучшие годы игровой карьеры. К тому моменту «бело-голубые» на протяжении трёх сезонов болтались в середине турнирной таблице, однако под руководством Бескова команда завоевала серебряные медали чемпионата, а также выиграла Кубок СССР, в финале которого со счётом 3:0 разгромила ЦСКА. За эти успехи Бескову было присвоено звание заслуженного тренера СССР. Бесков начал обновление состава, и команда вновь выбыла из борьбы за медали. Результат перестройки стал заметен лишь в 1970 году, когда команда вновь выиграла Кубок СССР (на этот раз в финале поверженными оказались тбилисские динамовцы), а также до последнего тура вела борьбу за чемпионство с ЦСКА. В дополнительных матчах «Динамо» уступило 0:0, 3:4. Дублем во втором матче отметился Владимир Федотов, который к тому моменту уже был зятем Бескова. После матча тренер заподозрил Валерия Маслова, Геннадия Еврюжихина и капитана Виктора Аничкина в умышленной сдаче матча. Именно при Бескове в команде дебютировали её в будущем многолетние лидеры Алексей Петрушин, Олег Долматов, Александр Маховиков, Андрей Якубик, Анатолий Кожемякин.
Бесков продолжал тренировать «Динамо» ещё два сезона, однако на внутренней арене команда больше не могла бороться за высокие места. В Кубке обладателей кубков 1971/72 «Динамо» дошло до финала, став первым советским клубом, достигшим этой стадии. В финальном матче, сыгранном на «Камп Ноу», соперником «бело-голубых» стал шотландский «Рейнджерс», который уже к началу второго тайма вёл со счётом 3:0. За несколько минут до конца матча подопечные Бескова сумели сократить счёт до минимума и насели на ворота голкипера Питера Макклоя. Однако игровой ритм команды сбили шотландские болельщики, которые прорвались на поле и вынудили арбитра приостановить матч. В результате трофей достался шотландцам. Федерация футбола СССР требовала от УЕФА переигровки матча, однако дело ограничилось лишь отстранением «Рейнджерс» от еврокубков на следующий сезон.
В конце 1972 года Бесков оставил пост главного тренера «Динамо», однако остался работать в структуре команды, на протяжении двух лет курируя все динамовские команды РСФСР. В 1974 году он возглавил Олимпийскую сборную СССР и вывел её на футбольный турнир Олимпиады 1976 года, однако на самих играх команду было решено доверить Валерию Лобановскому.

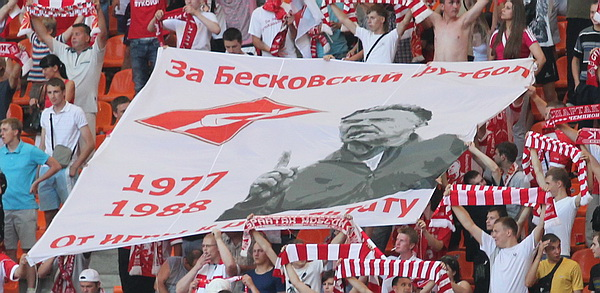
Баннер болельщиков московского «Спартака»: «За бесковский футбол — от игры к результату»

По итогам осеннего первенства 1976 года впервые в истории высшую лигу покинул московский «Спартак». Бесков принял команду в начале 1977 года. Его кандидатуру поддержали на собрании тренеров и профсоюзных руководителей у Первого секретаря московского горкома КПСС Виктора Гришина, несмотря на сопротивление самого Бескова. Лишь после того, как сопротивляться настойчивым просьбам стало неприлично, он дал согласие возглавить команду.
С первых же дней он начал коренную перекройку состав, выведя из состава ряд футболистов (в том числе капитана команды Евгения Ловчева), заменив их молодыми игроками, а также уже состоявшимися футболистами, никогда не считавшимися звёздами первой величины. Игра обновлённой команде давалась тяжело и после первого круга она была лишь пятой, однако начиная со второй половины сезона игра наладилась, и в скором времени «красно-белые» захватили лидерство в первой лиге, досрочно выиграв её за два тура до конца. Первый год в высшей лиге под руководством Бескова принёс команде 5-е место, а в 1979 году она впервые за десять лет стала чемпионом СССР (для Бескова это был первый чемпионский титул в его тренерской карьере).
На протяжении следующих шести сезонов «Спартак» ни разу не покидал тройку призёров чемпионата, являясь самой стабильной командой СССР, завоевав пять комплектов серебряных и два бронзовых наград. Бесков сумел поставить тот стиль игры, который впоследствии стали называть «спартаковским»: его основу составляли многочисленные «стеночки», забегания и комбинационная игра у ворот соперника. 1980-е годы в советском футболе проходили под знаменем противостояния «Спартака» под руководством Бескова и киевского «Динамо» под руководством Валерия Лобановского, который, в отличие от Бескова, был апологетом прагматичного футбола, направленного на получение результата. Символами «Спартака» этого периода стали голкипер Ринат Дасаев, защитники Олег Романцев, Александр Бубнов и Вагиз Хидиятуллин, полузащитники Юрий Гаврилов, Фёдор Черенков и Сергей Шавло, нападающие Георгий Ярцев и Сергей Родионов.
В 1981 году «Спартак» единственный раз под руководством Бескова дошёл до финала Кубка СССР, но уступил ростовскому СКА 0:1, который тренировал Владимир Федотов. В 1983 году «красно-белые» были близки к завоеванию нового чемпионского титула, судьба которого определялась в заключительном туре чемпионата с «Днепром», но проиграли 2:4.

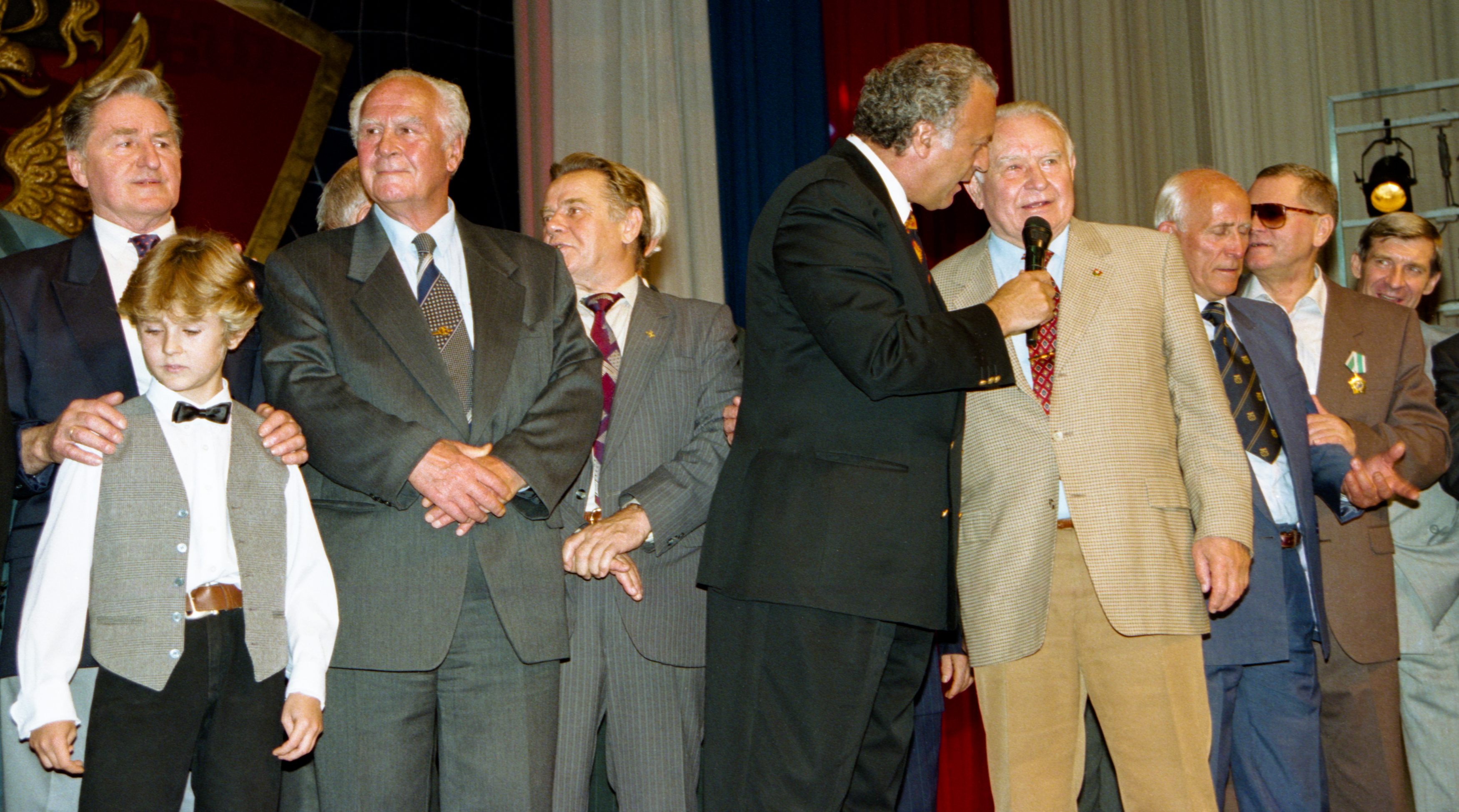
Алексей Парамонов (справа), Илья Резник и Константин Бесков (слева) во время празднования 100-летия Российского футбола, 11 октября 1997 года, автор фото: Лев Медведев

Ещё в 1979 году Бесков был назначен старшим тренером сборной Москвы (состоявшей преимущественно из игроков «Спартака»), которая под его руководством заняла первое место на Спартакиаде народов СССР. Этот успех позволил ему во второй раз за карьеру возглавить сборную СССР (в том числе и олимпийскую), сменив на посту Никиту Симоняна. Под его руководством олимпийская сборная выиграла бронзовые медали Олимпийских игр 1980 года, уступив в полуфинале сборной ГДР.
Сборная СССР к тому моменту переживала не лучшие времена, пропустив два последних чемпионата мира и Европы, однако после прихода Бескова сумела уверенно пройти отборочный турнир, выиграв шесть матчей из восьми, а ещё два сведя вничью, пропустив при этом всего два гола. Бесков решил сложную задачу, объединив в одну команду игроков из трёх сильнейших клубов страны — «Спартака», киевского «Динамо» и «Динамо» Тбилиси. Накануне старта чемпионата мира 1982 Бесков пригласил в свой тренерский штаб Валерия Лобановского и Нодара Ахалкаци (тренера тбилисцев). Как утверждал Бесков, это было сделано с целью обеспечить своевременный приезд игроков в команду, их участие в тренировочном процессе не предполагалось. Однако на чемпионат мира сборная поехала во главе с главным тренером Бесковым и двумя старшими тренерами — Лобановским и Ахалкаци. Подобная ситуация не способствовала согласованности действий руководства команды и привела к возникновению группировок в коллективе. 

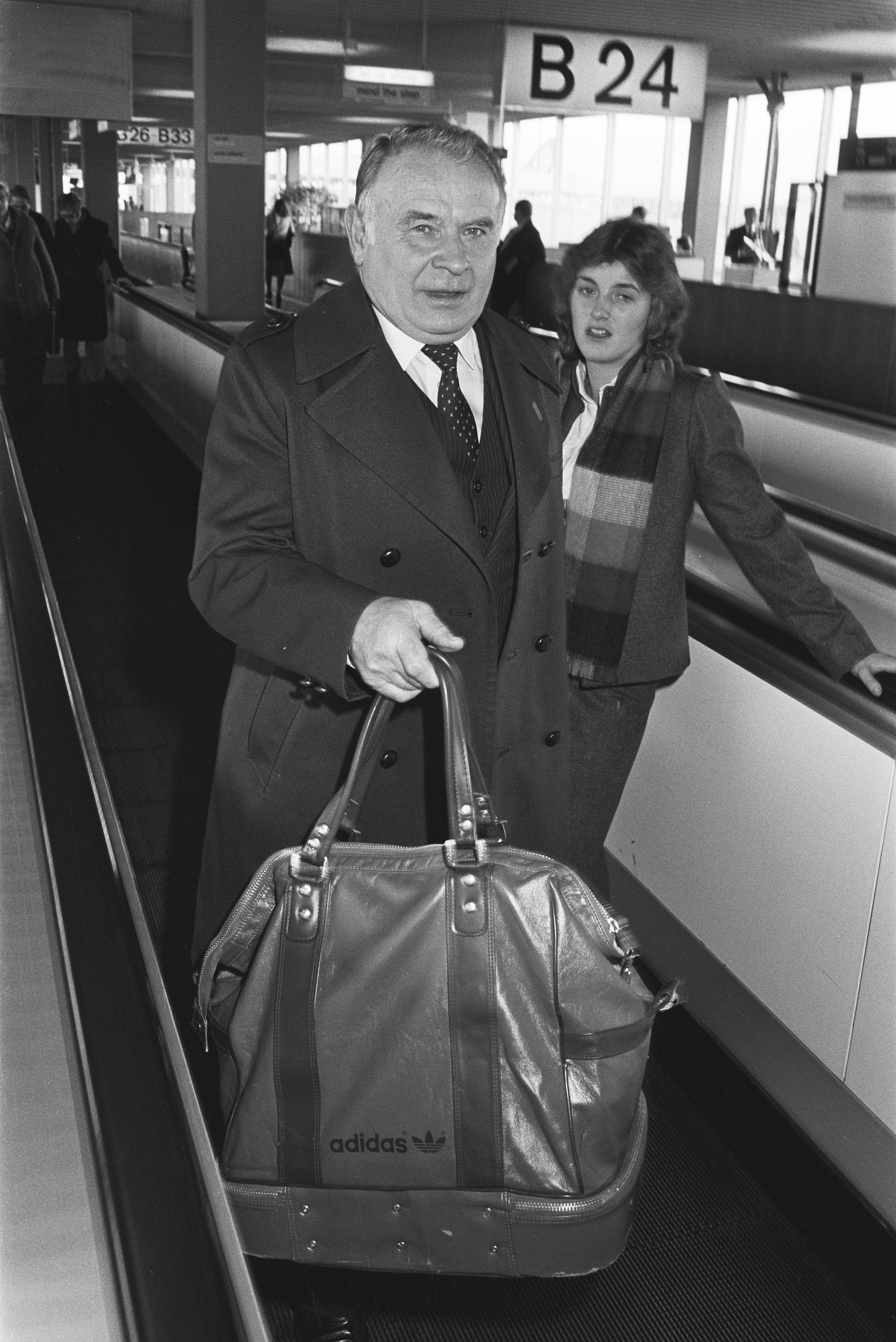
Аэропорт «Схипхол», 1 ноября 1982 года

Несмотря на это сборная СССР сумела преодолеть первый групповой этап, уступив в первом матче сборной Бразилии, но затем одержав победу над командой Новой Зеландии и сыграв вничью со сборной Шотландии, вышла во второй раунд. После победы с минимальным счётом над сборной Бельгии советской сборной было необходимо побеждать сборную Польши для выхода в полуфинал турнира. Однако решающий матч завершился со счётом 0:0 и дальше прошли поляки, имеющие лучшую разницу забитых и пропущенных мячей. После этого Бесков покинул сборную, выступление которой было расценено как неудачное, уступив пост Лобановскому.
В 1987 году «Спартак» выиграл второй чемпионский титул под руководством Бескова. К тому моменту он ввёл в состав команды несколько новых футболистов, наиболее яркими из которых были Александр Мостовой, Игорь Шалимов и Валерий Шмаров. Начавшаяся перестройка команды привела к тому, что в 1988 году «Спартак» впервые за десять лет не попал в призёры, заняв 4-е место. К тому времени у Бескова обострился конфликт с начальником команды Николаем Старостиным, отношения с которым у него всегда были напряжёнными. В конце 1988 года Старостин сумел убедить ряд футболистов, что Бесков готовится отчислить их из команды, а те в свою очередь потребовали снять главного тренера. В результате Бесков был отправлен в отставку «в связи с затянувшимся пенсионным возрастом». Принципиальное решение об увольнении было принято в тот момент, когда он находился в отпуске, при этом подавать заявление об уходе по собственному желанию тренер отказался.

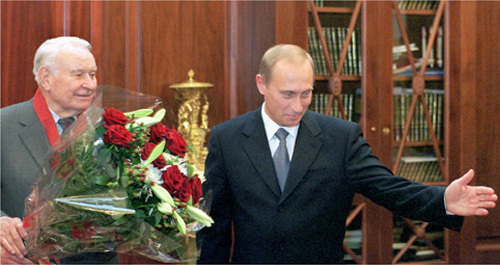
Путин вручает Бескову орден «За заслуги перед Отечеством» II степени, 22 ноября 2000

После ухода из «Спартака» Бесков занял пост заместителя председателя Федерации футбола СССР, который занимал до момента распада страны. В 1991 году вернулся к тренерской работе, возглавив клуб второй лиги «Асмарал», который был первым частным клубом в России и принадлежал иракскому бизнесмену Хусаму Аль-Халиди. Тренеру удалось вывести команду в первую лигу, однако в связи с распадом СССР клуб оказался сразу в высшей лиге. В этом турнире «Асмарал» занял 7-е место.
Последним клубом в тренерской карьере Бескова стало родное московское «Динамо». Под его руководством «бело-голубые» выиграли серебряные медали чемпионата России (лучший результат в постсоветский период) и завоевали Кубок России в 1995 году. До настоящего времени этот трофей для «Динамо» является последним. 1 сентября 1995 года Бесков покинул пост главного тренера «Динамо», в последнем матче под его руководством команда со счётом 0:2 уступила «Спартаку».
Особенностью тренерского стиля Бескова было то, что он предпочитал наблюдать за матчем своей команды не со скамейки запасных, а с трибуны.
Бесков скончался 6 мая 2006 года. Похоронен в Москве на Ваганьковском кладбище. На его могиле установлен памятник работы скульптора Александра Рукавишникова. Скульптурная группа представляет собой двух мальчиков, склонивших головы над могилой великого тренера: один из них одет в стиле 50-х годов, другой — по моде 90-х.

## Память

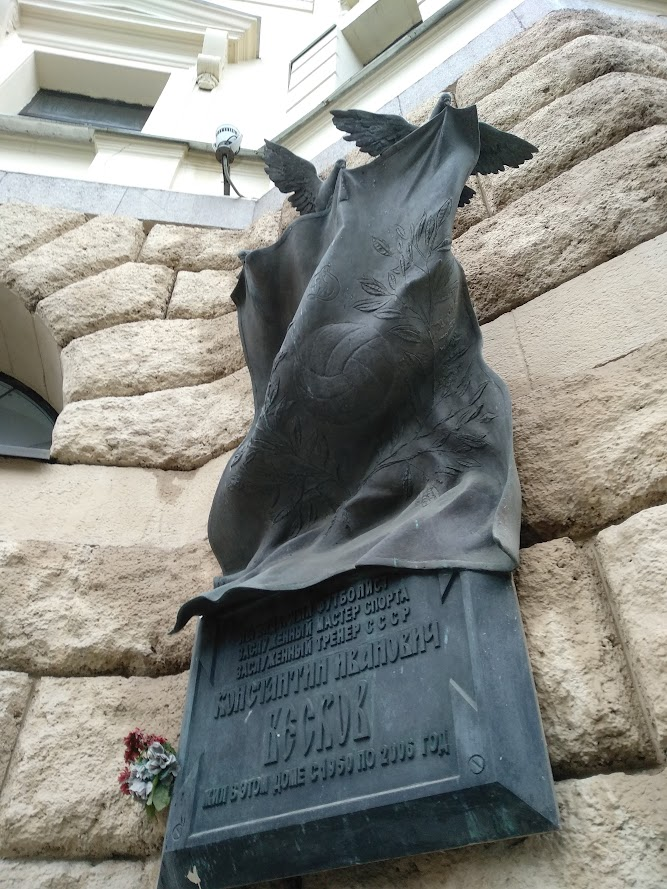
Доска на доме на Садовой-Триумфальной улице в Москве, где жил Бесков

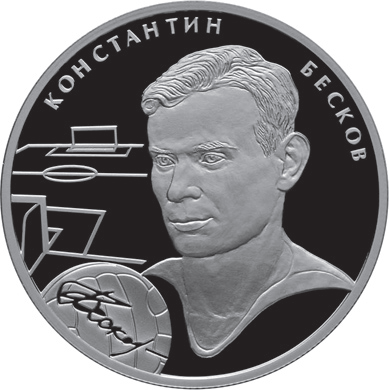
Памятная монета Банка России с портретом Константина Бескова. 2 рубля, серебро, 2010 год

28 декабря 2009 года Центральный Банк России объявил о выпуске в обращение памятной серебряной монеты номиналом в 2 рубля из серии «Выдающиеся спортсмены России», посвящённой Константину Бескову. Монеты выпущены тиражом 3000 штук и изготовлены из серебра 925 пробы, вес чистого металла 15,5 грамм (пол-унции). Несмотря на дату выхода, на монетах проставлена дата 2010 год. Кроме Бескова были также выпущены монеты посвящённые Эдуарду Стрельцову и Льву Яшину с теми же характеристиками.
18 ноября 2010 года на доме, где в 1950—2006 годах жил Бесков (Москва, Садовая-Триумфальная ул., 4-10), установили мемориальную доску.
Имя Бескова было присвоено Центру по подготовке детско-юношеских тренеров при Московской федерации футбола.

## Достижения

### В качестве игрока
Металлург (Москва)
- Бронзовый призёр чемпионата СССР: 1938

Динамо (Москва)
- Чемпион СССР: 1945, 1949
- Обладатель Кубка СССР: 1953
- Серебряный призёр чемпионата СССР: 1946, 1947, 1948, 1950
- Бронзовый призёр чемпионата СССР: 1952
- Финалист Кубка СССР: 1945, 1949, 1950

### В качестве тренера
Сборная СССР
- Серебряный призёр чемпионата Европы: 1964
- Бронзовый призёр Олимпийских игр 1980

Динамо (Москва)
- Обладатель Кубка СССР: 1966/67, 1970
- Обладатель Кубка России: 1994/95
- Серебряный призёр чемпионата СССР: 1967, 1970
- Серебряный призёр чемпионата России: 1994
- Финалист Кубка обладателей кубков: 1971/72

Спартак (Москва)
- Чемпион СССР: 1979, 1987
- Обладатель Кубка Федерации футбола СССР: 1987
- Победитель Первой лиги СССР: 1977
- Серебряный призёр чемпионата СССР: 1980, 1981, 1983, 1984, 1985
- Бронзовый призёр чемпионата СССР: 1982, 1986
- Финалист Кубка СССР: 1981
- Четвертьфиналист Кубок европейских чемпионов: 1980/81
- Четвертьфиналист Кубок УЕФА: 1983/84

Асмарал (Москва)
- Победитель Второй лиги СССР: 1991

### Личные
- В список 33 лучших футболистов сезона в СССР входил 3 раза — 1949 и 1950 (№ 1), 1948 (№ 2)
- Член клуба бомбардиров Григория Федотова (126 голов)

## Награды
- Орден «Знак Почёта» (27.04.1957) — «за успехи, достигнутые в деле развития массового физкультурного движения в стране, повышения мастерства советских спортсменов, и успешное выступление на международных соревнованиях»

## Тренерская статистика
| «Торпедо» (Москва)       | Союз Советских Социалистических Республик | 1956  | 1956  | 22   | 8   | 7   | 7   | 36,36 |
| ЦСКА                     | Союз Советских Социалистических Республик | 1961  | 1962  | 54   | 25  | 14  | 15  | 46,29 |
| Сборная СССР             | Союз Советских Социалистических Республик | 1963  | 1964  | 9    | 4   | 4   | 1   | 44,44 |
| «Заря»                   | Союз Советских Социалистических Республик | 1964  | 1965  | 31   | 12  | 9   | 10  | 38,70 |
| «Локомотив» (Москва)     | Союз Советских Социалистических Республик | 1966  | 1966  | 36   | 11  | 5   | 20  | 30,55 |
| «Динамо» (Москва)        | Союз Советских Социалистических Республик | 1967  | 1972  | 228  | 109 | 63  | 56  | 47,80 |
| Олимпийская сборная СССР | Союз Советских Социалистических Республик | 1974  | 1977  | 12   | 10  | 1   | 1   | 83,33 |
| «Спартак» (Москва)       | Союз Советских Социалистических Республик | 1977  | 1988  | 518  | 284 | 127 | 107 | 54,82 |
| Сборная СССР             | Союз Советских Социалистических Республик | 1979  | 1982  | 28   | 17  | 8   | 3   | 60,71 |
| «Асмарал»                | Флаг России (1991—1993)                   | 1991  | 1992  | 78   | 40  | 21  | 17  | 51,28 |
| «Динамо» (Москва)        | Россия                                    | 1994  | 1995  | 73   | 38  | 22  | 13  | 52,05 |
| Всего                    | Всего                                     | Всего | Всего | 1089 | 558 | 281 | 250 | 51,23 |

## Футболисты о Константине Бескове
Георгий Ярцев:
Уроки Константина Ивановича я сравнил бы с академией футбольного мастерства. Мне никогда прежде не приходилось слышать такие идеи, которые преподносил нам старший тренер: свежие, часто парадоксальные, даже ошеломляющие, а присмотришься, применишь на практике, освоишь в ансамбле — и голы быстрее получаются, и противник ошарашен.

## Константин Бесков о своих требованиях к футболистам
В первую очередь меня волнует понимание игры, если можно так сказать, глубина чувства к футболу. Важна голова, а не габариты, природная быстрота и техника могут с лихвой компенсировать отсутствие атлетических качеств. А вот отсутствие человеческих качеств компенсировать сложно. Иногда приглашаешь игрока в команду, заведомо зная, например, его слабость в соблюдении режима, надеешься, что в новом коллективе он изменится. Но часто усилия напрасны. Печально, когда обманываешься в надеждах, но больше удручает полнейшее безразличие молодых талантливых людей к шансу утвердиться в жизни. Для успеха нужны характер, привычка к самодисциплине, фанатичное стремление к цели. Только тогда мы вместе дойдем до неё.

## Общественная позиция
В 2001 году подписал письмо в защиту телеканала НТВ.

## Киновоплощения
- «Невозможный Бесков» (1988) — режиссёр Алексей Габрилович, сценарист Александр Нилин (у этого автора вышла книга с таким же названием в 1989 году, издательство «Физкультура и спорт», Москва).
- Александр Бухаров — «Лев Яшин. Вратарь моей мечты», 2019 год.
- Дмитрий Белоцерковский — «Одиннадцать молчаливых мужчин», 2022 год.
- Николай Фоменко — «Федя. Народный футболист», 2024 год.